# Head Above Water (álbum)
Head Above Water é o sexto álbum de estúdio da cantora canadense Avril Lavigne. Foi lançado em 15 de fevereiro de 2019, através da gravadora BMG Rights Management. É o primeiro lançamento de estúdio de Lavigne desde o seu auto-intitulado quinto álbum de estúdio em 2013, marcando o maior intervalo entre dois de seus álbuns de estúdio. Lavigne assumiu um papel integral na produção do álbum e colaborou com vários produtores, incluindo Stephan Moccio, Chris Baseford, Johan Carlsson, Lauren Christy do The Matrix, Ryan Cabrera, Travis Clark, Bonnie McKee, J. R. Rotem, Mitch Allan e entre outros.
Head Above Water inspira-se na batalha de Lavigne contra a doença de Lyme, descrevendo o álbum como uma "jornada emocional". "Head Above Water" foi lançado como o primeiro single do álbum em setembro de 2018, seguido por "Tell Me It's Over" como o segundo single em dezembro e "Dumb Blonde" como o terceiro single, lançado na semana do lançamento do álbum, uma colaboração com a rapper Nicki Minaj.

## Antecedentes e desenvolvimento
Em dezembro de 2014, Lavigne foi diagnosticado com a doença de Lyme. Segundo ela, ela "sentou atrás de um piano e cantou além da dor".  As músicas do álbum são inspiradas em sua batalha contra a doença de Lyme.  Em 25 de dezembro de 2016, Lavigne anunciou que lançaria o álbum em 2017. Em 1 de março de 2017, Lavigne anunciou que assinou com a BMG Rights Management e prometeu lançar o álbum em 2017. Em 21 de janeiro de 2018, Lavigne respondeu a um fã no Twitter sobre o álbum, dizendo: "[O álbum é] pessoal, querido, íntimo, dramático, cru, poderoso, forte e inesperado. Esse álbum é uma verdadeira jornada emocional”. Em 7 de fevereiro de 2018, Lavigne postou no Twitter sobre o álbum, dizendo: "Eu comecei a mixar meu álbum e todas as peças estão finalmente chegando juntas. Essas músicas são tão próximas do meu coração. Me deseje sorte enquanto eu jogo a última gota de mim nesses estágios finais’’. Em maio, Lavigne terminou de gravar o álbum, embora ela tenha trabalhado com o compositor Bonnie McKee depois. Ela também afirmou que "Head Above Water" foi a primeira música que ela escreveu para o álbum. Para Lavigne, gravar este álbum foi um "momento vitorioso" e uma "grande realização", descrevendo-o como "um disco muito forte, triunfante, poderoso e verdadeiro para mim e minhas experiências nos últimos anos". Em 7 de dezembro, o cantor revelou que o nome do álbum como Head Above Water e o tracklist. Além de revelar o título do álbum, Lavigne também revelou a arte da capa. A capa mostra-a nua sentada em uma poça de água segurando um violão perto de seu corpo nu. 

## Recepção da crítica
| Críticas profissionais | Críticas profissionais |
| Pontuações agregadas   | Pontuações agregadas   |
| Fonte                  | Avaliação              |
| ---------------------- | ---------------------- |
| Metacritic             | 55/100                 |
| Avaliações da crítica  |                        |
| Fonte                  | Avaliação              |
| AllMusic               | [ 7 ]                  |
| Clash                  | 7/10                   |
| Exclaim!               | 6/10                   |
| The Guardian           | [ 10 ]                 |
| Idolator               | 3.5/5                  |
| The Independent        | [ 12 ]                 |
| NME                    | [ 13 ]                 |
| Punknews               | [ 14 ]                 |
| Pitchfork              | 5.5/10                 |
| Rolling Stone          | [ 16 ]                 |

Head Above Water recebeu críticas mistas de críticos de música. No Metacritic, que atribui uma classificação normalizada de 100 a críticas da crítica mainstream, o álbum tem uma pontuação média de 55 com base em 12 avaliações, indicando "revisões mistas ou médias".

## Singles
A música "Head Above Water" foi lançado como o primeiro single do álbum. Foi lançada em 19 de setembro de 2018 e foi lançado nas rádios adulto contemporâneas e a rádio cristã em 8 de outubro de 2018. A música foi descrita como "uma poderosa epifania espiritual que detalha a jornada da cantora canadense através de sua batalha contra a doença de Lyme".
"Tell Me It's Over" foi anunciado como o segundo single do álbum em 5 de Dezembro de 2018, e foi lançado o seguinte 12 de dezembro, com pré-encomenda do álbum. O terceiro single, "Dumb Blonde", foi lançado em 12 de fevereiro, 2019, do rapper Nicki Minaj. "I Fell in Love with the Devil" foi anunciado como o quarto single do álbum em 7 de Junho de 2019 e foi lançado em 28 de junho.

## Divulgação
Ela lançou o primeiro single Head Above Water em 19 de setembro de 2018, em 27 de setembro de 2018 fez a primeira performance da música líder do álbum. Em 12 de dezembro ela lançou Tell Me It's Over como segundo single. A cantora utilizou sua conta no Instagram e no Twitter para fazer a promoção do álbum, ela lançou as previas das músicas começando no dia 4 de fevereiro de 2019.  No mês de Abril anunciou que sua faixa Dumb Blonde que foi lançada em 12 de fevereiro terá um vide clipe servindo como trilha sonoro oficial do filme The Hustle  estrelado por Anne Hathaway e  Rebel Wilson. Em 30 de Abril ela fez a primeira apresentação ao vivo de I Fell in Love with the Devil.

## Faixas
Créditos adaptados através do Amazon.com e iTunes Store meta data.
| N.º            | Título                                      | Compositor(es)                                              | Produtor(es)                                                     | Duração |  |
| 1.             | "Head Above Water"                          | Avril Lavigne Stephan Moccio Travis Clark                   | Moccio Jay Paul Bicknell [a] Chad Kroeger [b] Chris Baseford [b] | 3:40    |  |
| 2.             | "Birdie"                                    | Lavigne J. R. Rotem                                         | Rotem Baseford [b]                                               | 3:35    |  |
| 3.             | "I Fell in Love with the Devil"             | Lavigne                                                     | Lavigne Baseford                                                 | 4:15    |  |
| 4.             | "Tell Me It's Over"                         | Lavigne Melissa Bel Ryan Cabrera Justin Gray Johan Carlsson | Carlsson Noah "Mailbox" Passovoy [b]                             | 3:09    |  |
| 5.             | "Dumb Blonde" (participação de Nicki Minaj) | Lavigne Mitch Allan Bonnie McKee Onika Maraj                | Allan McKee [a] Baseford [b] Scott Robinson [b]                  | 3:34    |  |
| 6.             | "It Was in Me"                              | Lavigne Lauren Christy Carlsson                             | Carlsson Christy [b]                                             | 3:43    |  |
| 7.             | "Souvenir"                                  | Lavigne Christy                                             | Jon Levine Christy                                               | 2:57    |  |
| 8.             | "Crush"                                     | Lavigne Zane Carney Christy                                 | Carlsson Passovoy [b]                                            | 3:33    |  |
| 9.             | "Goddess"                                   | Lavigne Ross Golan Christy                                  | Carlsson                                                         | 3:41    |  |
| 10.            | "Bigger Wow"                                | Lavigne Levine Christy                                      | Levine Christy                                                   | 2:55    |  |
| 11.            | "Love Me Insane"                            | Lavigne Christy                                             | Levine Christy                                                   | 3:00    |  |
| 12.            | "Warrior"                                   | Lavigne Clark Kroeger                                       | Lavigne                                                          | 3:45    |  |
| Duração total: | Duração total:                              | Duração total:                                              | Duração total:                                                   | 41:47   |  |

| CD - Edição física |               |                                                 |         |  |
| N.º                | Título        | Produtor(es)                                    | Duração |  |
| 5.                 | "Dumb Blonde" | Allan McKee [a] Baseford [b] Scott Robinson [b] |         |  |

| Faixa bônus japonesa |                                                                   |         |  |
| N.º                  | Título                                                            | Duração |  |
| 13.                  | "Head Above Water" (participação de Travis Clark do We the Kings) | 4:00    |  |

Notas
- ↑[a]  significa um produtor adicional;
- ↑[b]  significa um produtor vocal;
- "Dumb Blonde" não contém a participação de Nicki Minaj na edição física.

## Desempenho comercial
Nos Estados Unidos, o álbum estreou no número 13 na Billboard 200, vendendo cerca de 28.000 unidades equivalentes de álbuns estimados em sua primeira semana, tornando-o o primeiro álbum de Lavigne a não entrar no top dez na primeira semana de lançamento. Também se tornou a entrada mais baixa do gráfico, em comparação com a anterior, Avril Lavigne (2013), que vendeu 44.000 cópias. Na lista de álbuns independentes da Billboard, o álbum alcançou o número um. No Reino Unido, o álbum estreou e alcançou o número 10, com 5.766 unidades vendidas. Também foi direto ao número um na lista de álbuns independentes do Reino Unido. Na Alemanha, o álbum estreou no número três, tornando-o seu melhor desempenho na parada desde The Best Damn Thing (2007). No geral, o álbum alcançou as 10 primeiras posições em 8 países.

### Tabelas musicais da semana
| Tabela musical (2013–14)                               | Melhor posição |
| ------------------------------------------------------ | -------------- |
| Alemanha (Media Control Charts)                        | 3              |
| Austrália (ARIA Charts)                                | 9              |
| Áustria (Ö3 Austria Top 40)                            | 2              |
| Bélgica (Ultratop 50 de Flandres)                      | 12             |
| Bélgica (Ultratop 40 da Valônia)                       | 25             |
| Canadá (Canadian Albums Chart)                         | 5              |
| Escócia (OCC)                                          | 8              |
| Eslováquia (ČNS IFPI)                                  | 35             |
| Espanha (Productores de Música de España)              | 11             |
| Estados Unidos (Billboard 200)                         | 13             |
| Estados Unidos (Independent Albums)                    | 1              |
| Finlândia (Suomen virallinen lista)                    | 41             |
| França (Syndicat National de l'Édition Phonographique) | 34             |
| Irlanda (IFPI)                                         | 25             |
| Itália (FIMI)                                          | 6              |
| Japão (Oricon)                                         | 7              |
| Japão (Billboard Japan)                                | 3              |
| Lituânia (AGATA)                                       | 51             |
| Nova Zelândia (NZ Top 40 Albums)                       | 21             |
| Países Baixos (Album Top 100)                          | 18             |
| Polônia (Związek Producentów Audio Video)              | 31             |
| Portugal (AFP)                                         | 11             |
| República Checa (ČNS IFPI)                             | 11             |
| Suíça (Schweizer Hitparade)                            | 4              |
| Reino Unido (UK Albums Chart)                          | 10             |
| Reino Unido (Independent Albums)                       | 2              |

| Tabela musical (2019)                         | Melhor posição |
| --------------------------------------------- | -------------- |
| Estados Unidos (Billboard Independent Albums) | 21             |
| Estados Unidos (Billboard Top Current Albums) | 153            |